# We’ve Come for You All
A We’ve Come for You All az amerikai Anthrax metalegyüttes kilencedik nagylemeze, amely Európában 2003 februárjában a Nuclear Blast, míg Észak-Amerikában 2003 májusában a Sanctuary Records kiadásában jelent meg. Az album csak a 122. helyen került fel a Billboard 200-as lemezeladási listára, ennek ellenére több kritikus az Anthrax pozitív visszatéréseként értékelte a lemezt. Ezen a lemezen szerepelt először hivatalosan új szólógitáros a zenekarban Rob Caggiano személyében, aki 2001-ben csatlakozott az együtteshez.

## Története
Az Anthrax öt év után jelentkezett új stúdióalbummal, ami az addigi legnagyobb szünet volt két lemezmegjelenés között. Az album producere a Scrap 60 produkciós csapat volt, aminek Rob Caggiano, Eddie Wohl és Steve Regina a tagjai. A lemezborítót Alex Ross képregényrajzoló grafikus készítette, aki a Marvelnek és a DC Comicsnak is dolgozott korábban.
Kislemezen az album slágerének számító Safe Home dalt adták ki, melynek klipjében a Mátrix-filmek sztárja, az Anthrax-rajongó Keanu Reeves is szerepet vállalt. A másik kislemezes dal a Taking the Music Back volt, melyben a The Who frontember Roger Daltrey is énekel. Az előző két albumhoz hasonlóan a Pantera-gitáros Dimebag Darrell ezúttal is szólózott két dalban (Strap It On, Cadillac Rock Box).
A We’ve Come for You All volt az utolsó teljes stúdióalbum, melyen John Bush énekes szerepelt az Anthraxben.

## Az album dalai
Az összes szám szerzője John Bush, Rob Caggiano, Scott Ian, Frank Bello és Charlie Benante. 
| #   | Cím                   | Hossz |
| --- | --------------------- | ----- |
| 1.  | Contact               | 1:15  |
| 2.  | What Doesn't Die      | 4:10  |
| 3.  | Superhero             | 4:03  |
| 4.  | Refuse to Be Denied   | 3:20  |
| 5.  | Safe Home             | 5:10  |
| 6.  | Any Place But Here    | 5:49  |
| 7.  | Nobody Knows Anything | 2:57  |
| 8.  | Strap It On           | 3:32  |
| 9.  | Black Dahlia          | 2:37  |
| 10. | Cadillac Rock Box     | 3:41  |
| 11. | Taking the Music Back | 3:11  |
| 12. | Crash                 | 0:57  |
| 13. | Think About an End    | 5:09  |
| 14. | W.C.F.Y.A.            | 4:12  |

| 15. | Safe Home (akusztikus változat)            | 5:55 |
| 16. | We're a Happy Family (Ramones-feldolgozás) | 5:17 |

## Közreműködők
- John Bush – ének
- Rob Caggiano – szólógitár
- Scott Ian – ritmusgitár, háttérvokál
- Frank Bello – basszusgitár, háttérvokál
- Charlie Benante – dobok

Vendégzenészek
- Dimebag Darrell – szólógitár a Strap It On és Cadillac Rock Box dalokban
- Roger Daltrey – ének a Taking the Music Back dalban
- Anthony Martini – üvöltés a Refuse to Be Denied dalban